# Macworld Expo
MacWorld Expo (полное наименование: Macworld Conference & Expo) — всемирная выставка-конференция посвящённая платформе Macintosh и продуктам для неё, проходящая ежегодно во второй неделе января.
Выставка MacWorld Expo также включает в себя общеобразовательные конференции, проводимые ведущими специалистами отрасли. Выставка длится на несколько дней дольше, чем конференция MacWorld Expo. Обычно она открыта 3-4 дня и посещающие её — за отдельную плату могут осмотреть экспозицию, организованную производителями Hardware и Software, поддерживающих платформу Macintosh.

## История
Первая выставка прошла в 1985 году в Сан-Франциско.
Традиционно выставка проводится каждый год в Сан-Франциско в США в начале года.

### 2009
В 2009 году выставка прошла с 5 по 22 января. Это была последняя выставка, в которой участвовала компания Apple. В результате от участия в выставке отказались некоторые другие компании, например, Belkin и прочие. Существование выставки в дальнейшем под вопросом.

### 2010
Мероприятие состоялось с 9 по 13 февраля 2010 года в Сан-Франциско. В выставке приняли участие под три сотни различных компаний, на решения которых пришло посмотреть около 30 тысяч человек. Уже под занавес мероприятия издание Macworld опубликовало свой традиционный список самых интересных новинок. Тренд прослеживается очень четко — почти половина из них является приложениями под iPhone. 

### 2011
- «MacWorld-2011» проходила с 26 по 29 января 2011 года в Сан-Франциско[2].
- 27 октября — организатор выставок, компания IDG провела в разгар недели ребрэндинг подведомственного ей мероприятия, в результате чего привычное Macworld Expo превратилось в Macworld | iWorld[3].

### 2012
- Выставка «MacWorld | iWorld-2012» прошла с 26 по 28 января 2012 года в городе Сан-Франциско в выставочном комплексе «Moscone Center»[4].

### 2013
- Выставка «MacWorld | iWorld-2013» прошла с 31 января по 2 февраля 2013 года в городе Сан-Франциско в выставочном комплексе «Moscone Center»[5].

### 2014
- Выставка «MacWorld | iWorld-2014» прошла с 27 по 29 марта 2014 года в городе Сан-Франциско.

### 2015
- Выставка «MacWorld | iWorld-2015» прошла в марте с 12 по 14 марта 2015 года[6].